# Ryan Tedder

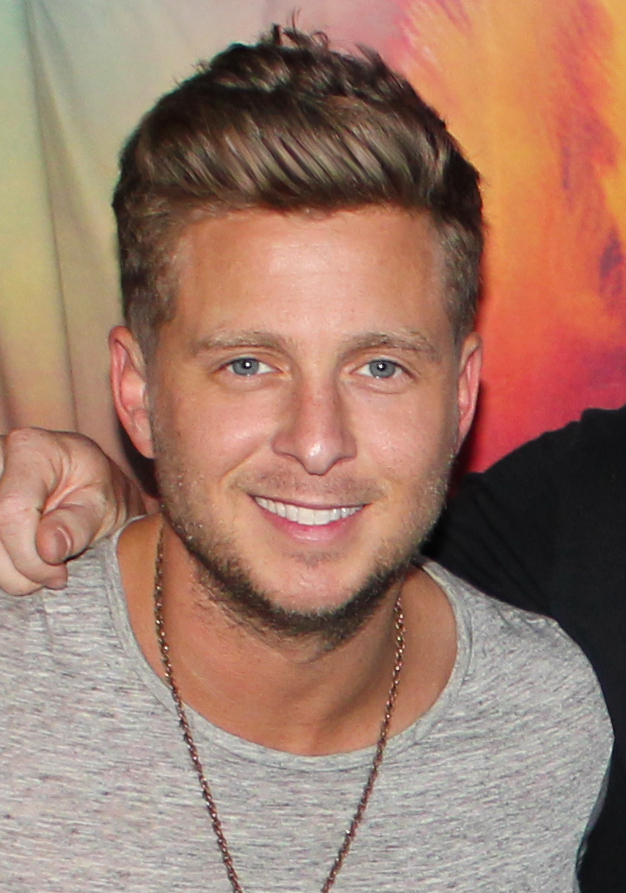
Ryan Tedder (2013)

Ryan Benjamin Tedder (* 26. Juni 1979 in Tulsa, Oklahoma) ist ein US-amerikanischer Musiker, Liederkomponist und Musikproduzent. Er ist bekannt als Sänger der Band OneRepublic, die mit Apologize im Jahr 2007 einen internationalen Nummer-eins-Hit landete. Als Songwriter war er unter anderem für Beyoncé, Adele, Camila Cabello, Taylor Swift, Maroon 5, Ed Sheeran, Ariana Grande und One Direction tätig. 2014 bezeichnete der Rolling Stone Tedder als “Undercover King of Pop” (deutsch: „geheimer König des Pop“). 

## Leben
Tedder wuchs in Tulsa, seinem Geburtsort, auf und lernte im Alter von drei Jahren Klavier zu spielen. Sein Vater war Musiker und Lehrer. Tedders Lieblingsmusiker waren im frühen Alter Künstler wie Sting oder Peter Gabriel. In seiner Jugend bildeten sich in seinem Umfeld öfter Musikbands, die an Schulen oder Kirchen spielten. Als er die High School besuchte, wurde er Gitarrist einer Schulband. Mit dabei war Zach Filkins, der später mit Tedder Teil der Band OneRepublic geworden ist.

## Produzent
Nach dem College zog Tedder nach New York und dann nach Nashville, um Songs zu produzieren. Nach einiger Zeit als Produzent traf er auf den Hip-Hop-Musiker Timbaland (zuvor mit Justin Timberlake oder Aaliyah erfolgreich), mit dem weitere Zusammenarbeit folgte. Mit Timbaland war Tedder als Produzent erfolgreicher. Es folgten Engagements mit Dima Bilan, Natasha Bedingfield, Monrose, Paul Oakenfold, Kelly Clarkson, Ashley Tisdale, Chris Cornell, Jennifer Lopez oder Big Time Rush.
2007 arbeitete er mit Jennifer Lopez an ihrer 2007 erschienenen Single Do It Well von ihrem Studioalbum Brave. Parallel kam es zu einer Zusammenarbeit mit Beyoncé an ihrem Album I Am … Sasha Fierce, für das er den Song Halo schrieb. Tedders Arbeit mit Beyoncé brachte ihm zwei Grammy-Nominierungen, zum einen für Record of the Year, zum anderen für Album of the Year, ein. 2008 folgte das Lied Bleeding Love von Sängerin Leona Lewis, das er zusammen mit Jesse McCartney schrieb.
Kelly Clarkson unterstützte er an ihrem 2009er Studioalbum All I Ever Wanted und schrieb unter anderem die Songs If I Can’t Have You, Impossible und Already Gone, der zusätzlich Gesang von Tedder enthält. In den Medien kamen Diskussionen auf, die eine Ähnlichkeit zwischen den Songs Already Gone und Halo bemängelten. Clarkson erklärte, dass sie nichts von Halo gewusst habe, und dass beide Songs von Tedder mitgeschrieben wurden. Tedder arbeitete ausgiebig am zweiten Album von Leona Lewis, das unter dem Titel Echo erschien. Er schrieb dabei unter anderem die erste Single Happy, You Don't Care mit ihm und Lost Then Found mit OneRepublic. Tedder schrieb und produzierte Jordin Sparks’ Lead-Single Battlefield aus ihrem zweiten Album mit dem gleichen Namen. Tedder arbeitete mit Adam Lambert an seinem Debüt-Album For Your Entertainment.
Ende 2009 gründete Tedder sein eigenes Plattenlabel „Patriot Records“. Es folgte die Gründung des Verlagsunternehmens „Patriot Games Publishing“ in Zusammenarbeit mit „Kobalt Music Publishing Worldwide“. Er beschäftigt hier eine Reihe von Autoren und Produzenten, darunter auch den Cellisten und Bassisten von OneRepublic, mit denen er unter anderem hinter den Liedern I Was Here von Beyoncé, I Just Had Sex von The Lonely Island und Akon und Count on You von Big Time Rush und Jordin Sparks steht.

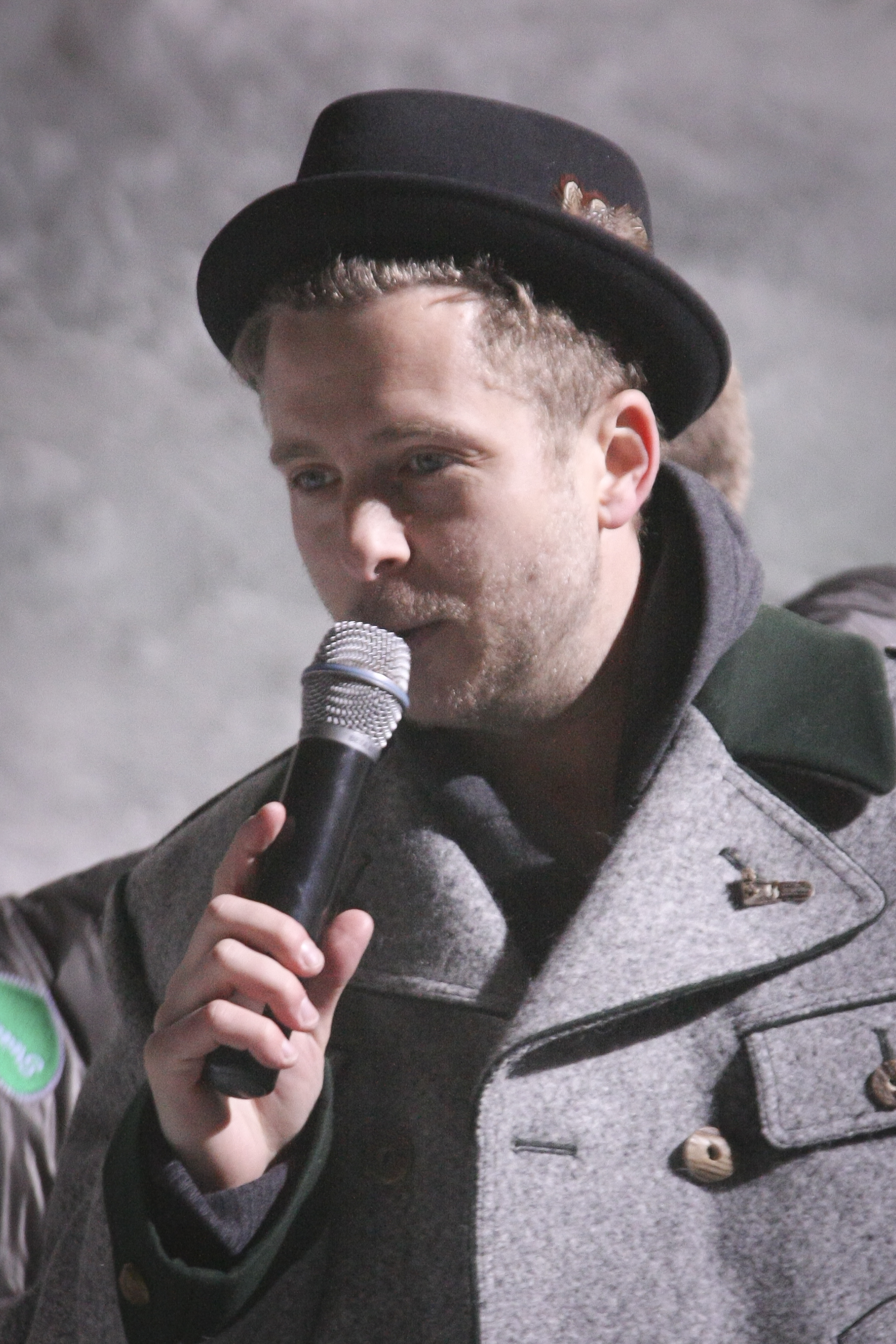
Ryan Tedder live in Österreich (2010)

Nachdem er bei der Grammy-Award-Verleihung 2009 auf die britische Sängerin Adele stieß, gab er sein Interesse an einer Zusammenarbeit mit ihr bekannt. Er besuchte eine ihrer Studiosessions, um sich mit ihrer Arbeit vertraut zu machen und komponierte dabei die erste Klaviersequenz und die ersten Zeilen ihres Liedes Turning Tables. Wenige Wochen später trafen sie sich in den Serenity West Studios in Los Angeles, um das Lied Rumour Has It zu schreiben. In einem Interview erzählte Tedder, dass sie den Song sofort von vorne bis hinten durchsang, ohne eine Note zu verfehlen. Seine Arbeit mit Adele brachte ihm einen Grammy Award für das Album des Jahres bei den Grammy Awards 2012 ein.
2011 traf Tedder die US-amerikanische Sängerin und Schauspielerin Demi Lovato im Studio, um einen gemeinsamen Song für ihr drittes Studioalbum Unbroken beizusteuern. Dabei entstand der Song Who’s That Boy. Während einer Spotify-Session zum Thema Unbroken, sprach sie durchweg positiv über die Arbeit mit Tedder und nannte Who’s That Boy ihren Lieblingstrack vom Album. Zwischen 2013 und 2015 kamen sie für ihr viertes und fünftes Album weitere Male im Studio zusammen, wobei die Singles Neon Lights und Wildfire entstanden.
Er produzierte für K’naan den 2012 erschienenen Titel Better sowie für Jennifer Lopez’ Album Love? den Track Clothes Off, der für das Album jedoch nicht berücksichtigt wurde. Good in Goodbye wurde von ihm für Carrie Underwoods viertes Album Blown Away geschrieben. Es folgten mehrere Lieder für das vierte Album von Maroon 5, Overexposed, für die britische Band The Wanted, sowie für B.o.Bs Album Strange Clouds. Dabei wirkte er bei So Good und Never Let You Go mit.
Tedder diente beim 10. und 11. Independent Music Award als Juror, um die Karriere unabhängiger Künstler zu unterstützen. 2013 war Tedder Mentor in der zweiten Staffel von The Voice of Australia für das Team von Delta Goodrem. Anschließend arbeitete er mit Goodrem an ihrer Single Heart Hypnotic. Tedder war auch Berater von Adam Levine, dem Leadsänger von Maroon 5 für sein Team der fünften Staffel der US-amerikanischen Version von The Voice. Tedder unterstützte die Produktion von Birdys zweitem Studioalbum Fire Within. Im Jahr 2013 schrieb und co-produzierte er die Lead-Single XO von Beyoncés selbstbetiteltem fünften Studioalbum sowie Ella Hendersons Nummer-eins-Hit Ghost. Einen weiteren weltweiten Erfolg landete er mit seinem Songwriting-Beitrag bei James Blunts Song Bonfire Heart.
Im Jahr 2014 unterstützte Tedder ein weiteres Mal Maroon 5. Hierbei kam er bei ihrem Album V zum Einsatz. Parallel wirkte er bei Taylor Swifts Studioalbum 1989 sowie bei dem Lied Why Try von Ariana Grandes Studioalbum My Everything mit. Tedder kam zusätzlich bei der Produktion von U2s Album Songs of Innocence zum Einsatz. Tedder arbeitete mit Mikky Ekko für sein Album Time zusammen und steuerte die Vocals des Songs Stop von David Guettas Album Listen bei.
2015 schrieb Tedder den Song I Want You to Know gemeinsam mit den Interpreten Zedd und Selena Gomez, der sich zu einem internationalen Erfolg entwickelte und schrieb parallel Flares zusammen mit The Script für ihr Album No Sound Without Silence. Auch auf Adele stieß er erneut, wobei sie den Track Remedy für Adeles drittes Studioalbum 25 schrieben. Tedder lieferte zusätzlich den Gesang für den Song Scars des schwedischen DJs Alesso, der auf seinem ersten Studioalbum Forever zu hören war. Es war nicht die erste Kollaboration mit Alesso, denn bereits 2012 veröffentlichten sie gemeinsam mit Sebastian Ingrosso die Progressive-House-Hymne Calling (Loose My Mind).
Tedder produzierte den Song Happier für Ed Sheerans drittes Studioalbum ÷, das im Jahr 2017 erschien. Nach Single-Veröffentlichung des Songs entwickelte sich dieser zu einem Chart-Erfolg. Parallel gab er bekannt, mit der kubanischen Sängerin Camila Cabello zusammenzuarbeiten. Er bezeichnete sie als eine der besten Musikerinnen, mit der er seit längerem kollaboriert habe, und lobte ihren „kubanischen Flair“, den sie ihren Liedern beifüge. Der Track Into It war auf ihrem Debüt-Studioalbum Camila zu hören.
Zusammen mit der US-amerikanischen Sängerin und Schauspielerin Hailee Steinfeld entstand das Lied Most Girls, das als Lead-Single ihres zweiten Studioalbums diente. Zur gleichen Zeit schrieb er für X Ambassadors und Shawn Mendes. Auch an der Entstehung des Comeback-Albums DNA der Backstreet Boys, das im Jahr 2019 veröffentlicht wurde, war er beteiligt.

### OneRepublic
2002 bildete sich die Alternative-Rock-Band OneRepublic. Tedder ist Produzent, Songwriter, Sänger, Gitarrist und Pianist der Band. Nach ihrer Gründung startete die Band vorerst nur im Internet auf der populären Plattform Myspace durch. Seit Juni 2004 wurden ihre Songs rund 22 Millionen Mal auf der Seite abgespielt. Der kommerzielle Erfolg durch Single- und Album-Veröffentlichungen ließ allerdings noch länger auf sich warten.
Mit der Veröffentlichung des Albums Shock Value im Jahr 2007, auf dem eine Remix-Version ihres Titels Apologize zu finden ist, brachte Timbaland mit der Band jene Single Ende desselben Jahres auf den Markt. Mit Nummer-eins-Platzierungen im deutschsprachigen Raum und weiteren Ländern wurde das Lied zum internationalen Erfolgshit und verhalf der Band zum Durchbruch.

## Privates
Ryan Tedder ist verheiratet. Seine Frau Genevieve und er haben zwei gemeinsame Söhne (* 2010 und * 2014). Mit seinen drei Cousins Adam, Ashley und Austin Clark, die zusammen die Band „Sons of Sylvia“ bilden, hat er bereits zusammengearbeitet.

## Diskografie

### Singles
| Jahr | Titel Album                            | Höchstplatzierung, Gesamtwochen, AuszeichnungChartplatzierungen (Jahr, Titel, Album, Platzierungen, Wochen, Auszeichnungen, Anmerkungen) | Höchstplatzierung, Gesamtwochen, AuszeichnungChartplatzierungen (Jahr, Titel, Album, Platzierungen, Wochen, Auszeichnungen, Anmerkungen) | Höchstplatzierung, Gesamtwochen, AuszeichnungChartplatzierungen (Jahr, Titel, Album, Platzierungen, Wochen, Auszeichnungen, Anmerkungen) | Höchstplatzierung, Gesamtwochen, AuszeichnungChartplatzierungen (Jahr, Titel, Album, Platzierungen, Wochen, Auszeichnungen, Anmerkungen) | Anmerkungen |
| Jahr | Titel Album                            | DE | CH | UK | US | Anmerkungen |
| ---- | -------------------------------------- | --- | --- | --- | --- | --- |
| 2010 | Rocketeer Free Wired                   | DE40 (7 Wo.)DE | — | UK14 (6 Wo.)UK | US7 (20 Wo.)US | Erstveröffentlichung: 29. Oktober 2010 Far East Movement feat. Ryan Tedder                                       |
| 2012 | Calling (Lose My Mind) The Calling EP  | — | CH71 (2 Wo.)CH | UK19 Silber · (4 Wo.)UK | US— GoldUS | Erstveröffentlichung: 9. März 2012 Sebastian Ingrosso & Alesso feat. Ryan Tedder                                 |
| 2012 | The Fighter The Papercut Chronicles II | — | — | UK44 (3 Wo.)UK | US25 Platin · (15 Wo.)US | Erstveröffentlichung: Mai 2012 Gym Class Heroes feat. Ryan Tedder                                                |
| 2018 | One Day YSIV                           | — | — | UK99 (1 Wo.)UK | US80 (1 Wo.)US | Erstveröffentlichung: 27. Juli 2018 Logic feat. Ryan Tedder                                                      |
| 2019 | Right Where I’m Supposed to Be –       | — | — | — | — | Erstveröffentlichung: 21. März 2019 mit Avril Lavigne, Luis Fonsi, Assala Nasri, Tamer Hosny & Hussain Al Jassmi |